# Develey Senf & Feinkost
Develey Senf & Feinkost GmbH er en tysk fødevarevirksomhed med hovedkvarter i Unterhaching ved München. Virksomheden fremstiller saucer, ketchup og sennep. I 1845 grundlagde Johann Conrad Develey virksomheden, der i begyndelsen producerede sennep.